# Niels Brock (donator)
Niels Brock, född den 19 mars 1731 i Randers, död den 4 oktober 1802, var en dansk donator.
Brock var grosshandlare i Köpenhamn. Genom sitt 1796 upprättade testamente bortskänkte han till sin födelsestad samt till Köpenhamn och till välgörande ändamål där största delen av sin betydande förmögenhet. Randers fick omkring 100 000 rigsdaler och Köpenhamn fick omkring 217 000, dels för olika välgörande ändamål, dels för stadens allmänna bästa. Bland annat donerades 10 000 rigsdaler till upprättande av en handelsskola i Köpenhamn, och den 1 maj 1888 öppnades "De Brockske Handelsskoler" i en byggnad som uppfördes för ändamålet av "Grosserer-Societetet" för omkring 300 000 kronor.